# Wells Fargo

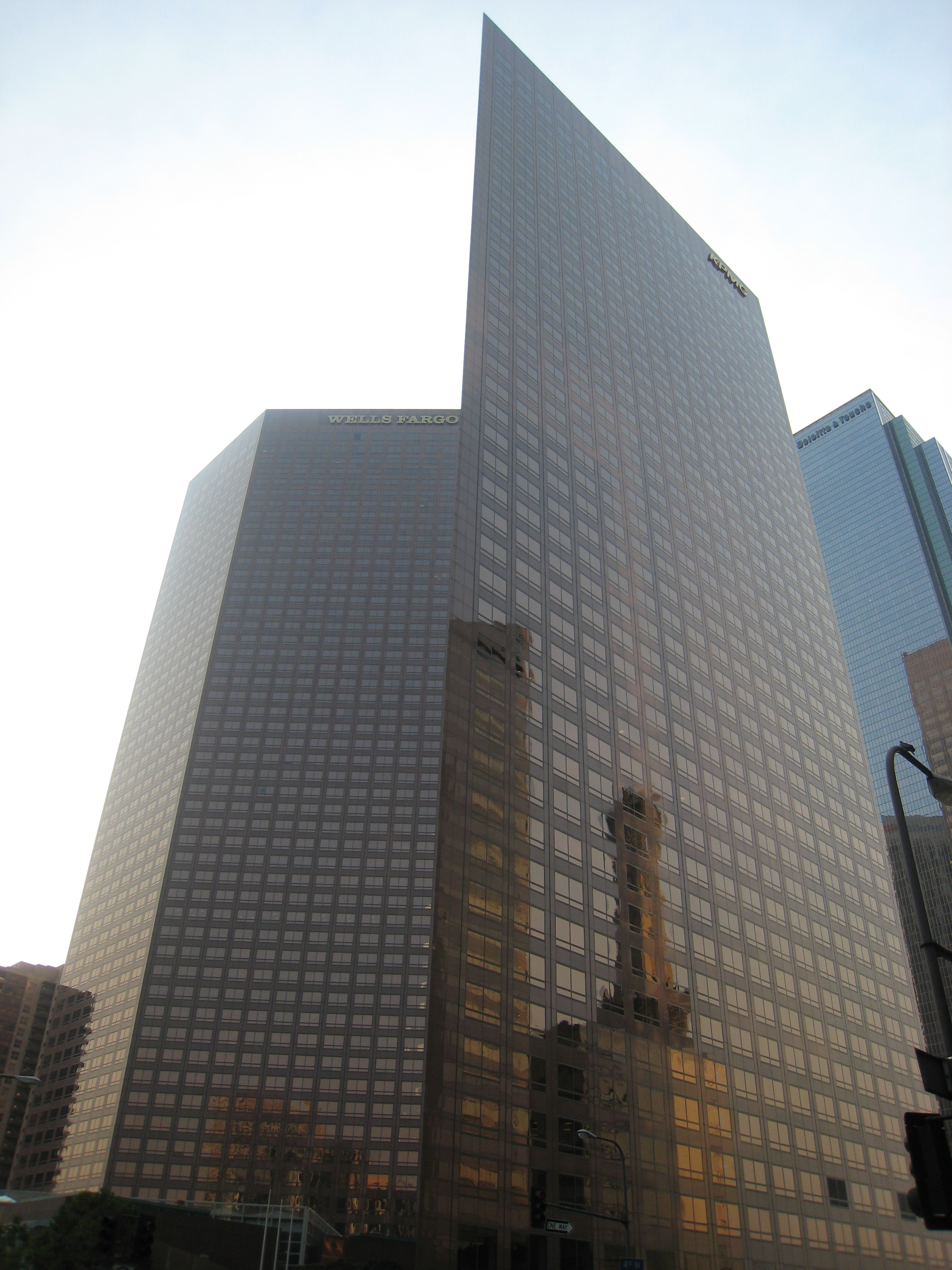
Wells Fargo Center en Los Ángeles.

Wells Fargo & Co. es una compañía de servicios financieros con operaciones en todo el mundo. Wells Fargo es el cuarto mejor banco de EE. UU. por calidad de activos y el tercer mayor banco por capitalización bursátil. Wells Fargo es el segundo mayor banco en depósitos, servicios hipotecarios, y tarjetas de débito. En 2007 fue el único banco en los Estados Unidos en tener una calificación AAA por S&P, aunque su calificación ha sido reducida a AA- a la luz de la crisis económica de 2008.
Con sede en San Francisco, California, Wells Fargo es el resultado de una adquisición, California Wells Fargo & Co. con sede en California por parte de la corporación con sede en Minneapolis Norwest Corporation en 1998. La nueva empresa optó por mantener el nombre de Wells Fargo, para capitalizar la larga historia del reconocimiento a nivel nacional de Wells Fargo. Tras la adquisición, la empresa matriz trasladó su sede a San Francisco.
A partir de 2009, Wells Fargo cuenta con 6.650 sucursales (llamadas "stores" o tiendas por Wells Fargo), 12.260 cajeros automáticos, 276.000 empleados y más de 48 millones de clientes. Wells Fargo actualmente opera sucursales y cajeros automáticos bajo los nombres de Wells Fargo y Wachovia. Wells Fargo fue nombrado como "el Banco de EE.UU. más seguro del mundo", por Fitch Ratings and Standard & Poor's.
Wells Fargo es uno de los "cuatro grandes" bancos de los Estados Unidos junto con el Bank of America, Citigroup y JP Morgan Chase.
Actualmente (desde 2021) el Banco está discriminando a los inversores extranjeros, pidiendo que cierren las cuentas, aunque sean de una LLC siempre que los dueños no sean residentes, esta acción está descapitalizando al banco provocando una volatilidad negativa en sus acciones.   
Wells Fargo permite enviar dinero a otro banco sin problemas, solo se debe tener el número de cuenta, nombre y apellido del titular, tipo de cuenta (corriente, ahorros), igualmente el monto a enviar.
"Todos los extranjeros No Residentes deben comunicarse para cerrar la cuenta antes que quede bloqueada" Ese es el mensaje al consultar una apertura de cuenta comercial, no solo no la abren sino que cierran la personal y cualquier cuenta que tengan los Extranjeros No Residentes.
El fraude de las cuentas fantasma en Wells Fargo es mayor del anticipado. El grupo financiero con sede en San Francisco reconoce ahora que sus empleados crearon 3,5 millones de cuentas sin la autorización de sus clientes, que incluyen tanto particulares como pequeñas empresas. En un primer momento se habló de 2,1 millones. El escándalo forzó la dimisión de su consejero delegado.
Las cuentas ficticias se abrieron entre 2009 y 2016. Los empleados las crearon para cumplir los objetivos de ventas que imponía la dirección y poder beneficiarse de una paga extra a final de año. Una investigación preliminar ya señaló que los gestores actuaron con demasiada lentitud a la hora de atajar estos abusos. John Stumpf no solo dejó el cargo, además tuvo que devolver parte de su sueldo.
Stumpf sabía del problema en 2012 pero se minimizó su alcance y solo se empezó a investigar tres años después. El escándalo de Wells Fargo tuvo también ramificaciones políticas. La senadora demócrata Elizabeth Warren utiliza el fraude para denunciar que los reguladores del sector financiero, especialmente la Reserva Federal, no actúan de una manera contundente para exigir responsabilidades.
Las cuentas fantasma incluyen depósitos y tarjetas de crédito. El banco explica que estos 1,4 millones adicionales se descubren tras una revisión más amplia del fraude. Los reguladores se limitaron a sancionar a la entidad con 185 millones de dólares por permitir estas prácticas. Las últimas revelaciones, por tanto, pueden alimentar aún más el debate político sobre la reprimenda a Wells Fargo.
Los demócratas, en paralelo, se hacen con nuevos argumentos para demostrar que es necesario disponer de una agencia que proteja a los consumidores de los fraudes de tipo financiero. Los republicanos, con el apoyo de la Casa Blanca, quieren aprovechar la reforma de la regulación adoptada tras la crisis para desmantelarla. Janet Yellen, la presidenta de la Fed, pidió que los cambios sean modestos.
La primera investigación interna arrancaba en 2011. Wells Fargo, uno de los cinco mayores bancos de Estados Unidos, aceptó revisar los datos desde 2009 tras la presión a la que le sometieron los legisladores. La firma compensó a los clientes afectados con 10,7 millones de dólares. Tim Sloan, su consejero delegado, espera de esta manera poder pasar página.

## Edificios corporativos
- Wells Fargo Center en Los Angeles, CA
- Wells Fargo Place en Saint Paul, MN
- Wells Fargo Center en Minneapolis, MN
- Wells Fargo Center en Denver, CO
- Wells Fargo Center en West Des Moines, IA
- Wells Fargo Plaza en Houston, TX
- Wells Fargo Plaza en Phoenix, Arizona
- Wells Fargo Center en Portland, OR
- Wells Fargo Center en Salt Lake City, UT
- Wells Fargo Center en Sacramento, CA
- Wells Fargo Headquarters en San Francisco, CA
- Wells Fargo Plaza en El Paso, TX
- Wells Fargo Center en Albuquerque, NM
- Wells Fargo Tower en Colorado Springs, CO

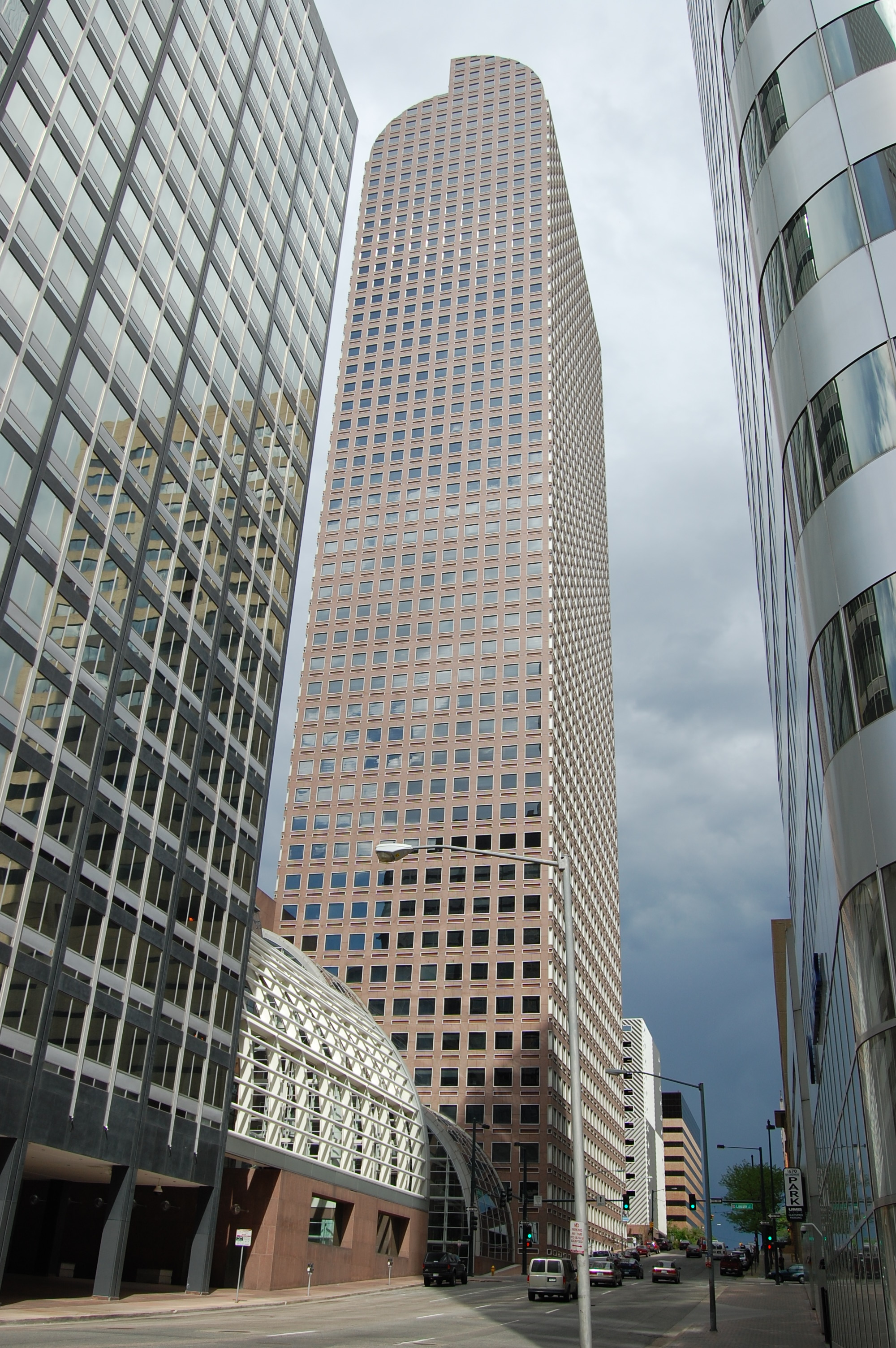
Wells Fargo Center en Denver.

- Wells Fargo Center en Seattle, WA
- Wells Fargo Center en Boise, ID
- Wells Fargo